# سهره سبز سرسیاه
سهره سبز سرسیاه (نام علمی: Carduelis ambigua) نام یک گونه از تیره سهره است.